# Kentucky Rifle
Kentucky Rifle è un film del 1955 diretto da Carl K. Hittleman.
È un western statunitense con Chill Wills, Lance Fuller e Cathy Downs.

## Produzione
Il film fu prodotto e diretto da Carl K. Hittleman su una sceneggiatura dello stesso Hittleman e di Lee Hewitt e Francis Chase Jr. e un soggetto degli stessi Hittleman e Hewitt per la Howco Productions e girato a Santa Clarita,  nei KTTV Studios a Los Angeles e nel Vasquez Rocks Natural Area Park ad Agua Dulce, California, dal 4 novembre a fine novembre 1954.

## Distribuzione
Il film fu distribuito negli Stati Uniti nel luglio 1956 dalla Howco Productions.
Altre distribuzioni:
- in Danimarca il 16 luglio 1956 (Kentucky riflen)
- in Spagna (El rifle de Kentucky)

## Promozione
La tagline è: His Wits, Weapons and Women, Turned Defeat Into Victory!.